# Территориальные разногласия Грузии с соседними странами
После распада СССР в 1991 году у Грузии, кроме границы с Турцией, образовались государственные границы с новыми странами — Азербайджаном, Арменией и Россией, а также с Абхазией и Южной Осетией, чей независимый статус не признаётся Грузией и подавляющим большинством стран-членов ООН. Протяженность государственной границы Грузии составляет 2148 км, из них 309 км составляет морская граница.

## Граница Грузии с Азербайджаном
Грузия с Азербайджаном имеет общую государственную границу общей протяжённостью в 446 км (по данным Грузии) или 480 км (по данным Азербайджана). Из них на сегодняшний день около 180 км остаются несогласованными. Делимитация и демаркация государственной границы началась в 1996 году двусторонней грузино-азербайджанской межправительственной комиссией. В настоящее время делимитировано и демаркировано 66 % общей границы. В ходе работы комиссии, начиная с 2007 года, возникли непреодолимые препятствия — в связи с монастырским комплексом Давид-Гареджи, который находится в 60 км на юго-восток от Тбилиси и состоит из около 20 монастырей. Часть комплекса — монастыри Удабно, Чичхитури и Беркубани — расположены в приграничной зоне (первые два непосредственно у границы, третий — к югу от неё, на неоспариваемой Грузией территории Азербайджана). Азербайджан считает, что эти монастыри являются памятниками албанской культуры, и называет их монастырским комплексом Кешикчишдаг. Этот вопрос стал довольно болезненным и для грузинского общества ввиду большой культурно-исторической и духовной ценности монастырского комплекса.
14 мая 2007 года президент Саакашвили заявил: «Мы договорились, что стратегическая высота в этом районе останется на территории Азербайджана, а весь монастырский комплекс „Давид Гареджи“ окажется на территории Грузии».
6 мая 2012 года азербайджанские пограничники заняли часть монастырского комплекса Давид Гареджи, которая, по словам грузинского министра иностранных дел Грузии Нино Каландадзе, к спорной территории не относится, и во времена СССР являлась частью Азербайджанской ССР. Также с 6 мая 2012 года азербайджанскими пограничниками прекращён пропуск к комплексу грузинских паломников, священнослужителей и политиков.
Грузинское руководство заявляет, что Азербайджану принадлежит лишь 2 % территории комплекса Давид Гареджи — монастырь Удабно.
16 июня 2012 года глава Аналитического департамента МВД Грузии Шота Утиашвили заявил, что достигнутое между властями Грузии и Азербайджана соглашение не предполагало того, что азербайджанские пограничники должны были покинуть территорию Давидо-Гареджийского пустынного монастыря.
«О том, что азербайджанские пограничники должны покинуть территорию Давидо-Гареджийского пустынного монастыря по истечении 10 дней со дня соглашения, сказано не было. Согласно соглашению, пограничники должны свободно допускать духовных лиц, богомольцев и туристов к монастырю», — заявил Шота Утиашвили.
Спорной территорией остаётся также село Эрисимеди. В конце 1970-х годов река Алазани в Сигнагском районе, которая разделяла Грузинскую и Азербайджанскую ССР, поменяла русло, и некоторая часть грузинской территории осталась по ту стороны реки. Грузия в конце 1980-х годов построила там деревню и расселила переселенцев из Аджарии и кистинцев из Ахметского района (жители Панкисского ущелья). Однако азербайджанская сторона настаивает на том, что часть территории комплекса «Давид Гареджи» и село Эрисимеди принадлежат Азербайджану.
Замглавы МИД Грузии Нино Каландадзе заявила, что грузинская сторона «не намерена транжирить свои земли», и все спорные вопросы между Грузией и Азербайджаном решатся «по соглашению между дружественными странами», когда закончится процесс демаркации и делимитации границ. «Пока по вопросу делимитации мы не достигли соглашения, но вопрос уступки монастырского комплекса никогда не будет обсуждаться», — подчеркнула Каландадзе.
1 ноября 2019 года британские издание Bellingcat сообщило об установлении контроля азербайджанскими военными над горой Бабакьяр на участке границы с Грузией, вблизи от точки соединения государственных границ Армении, Грузии и Азербайджана. Издание утверждает, что Азербайджан «передвинул свои фортификационные сооружения в северном направлении на территорию Грузии». Изменение расположений позиций азербайджанских военных подтверждается приложенными спутниковыми снимками. Согласно картам, азербайджанская сторона перенесла свои фортификации на 330 м вглубь территории Грузии. Ранее, в августе 2019 года, начальник штаба пограничных войск Азербайджана генерал-майор Эльчин Ибрагимов отмечал, что «азербайджанским пограничникам удалось продвинуться в нескольких направлениях на линии соприкосновения и занять позиции на стратегических высотах».
Инциденты, когда грузинские болельщики во время матча вывешивают географические карты, на которых часть территории Азербайджана указана как принадлежащая Грузии, приводят к столкновениям на стадионах и последующему ужесточению пограничного режима на азербайджано-грузинской границе.
Ряд грузинских историков заявляет об исторической области Эрети, часть которой находится на территории нынешнего Азербайджана. Грузинская сторона считает Закаталы, Кахи, Белоканы своей исторической провинцией Саингило, а местное население рассматривает в качестве грузин, попавшими под насильственную исламизацию. Азербайджанская сторона препятствует деятельности грузинской церкви на этой территории.
В докладе Сети неправительственных организаций по защите окружающей среды Кавказа (CENN) отмечается, что на алазанской линии границы между Грузией и Азербайджаном выявлено 69 мест, где произошли изменения. Из них в 42 случаях граница передвинута вглубь Грузии, а в 27 случаях — вглубь Азербайджана. Основываясь на данных этой статьи, можно сделать вывод, что территориальные потери Грузии составляют 293 гектаров.
Часть азербайджано-грузинской границы заминирована.

### Проблема азербайджанских приграничных сёл в Грузии
Дополнительным раздражителем в грузино-азербайджанских отношениях является регион Квемо-Картли (Борчалы — азер.) заселённый большой общиной азербайджанцев. Переименование азербайджанских населённых пунктов на грузинский манер, перевод школьного образования на грузинский язык, земельные и кадровые проблемы и т. д. — вызывают раздражение местного азербайджанского населения. Грузинские правительства в постсоветский период производили переселение грузин (в основном сванов) в регион Квемо-Картли, ссылаясь на стихийные бедствия в Сванетии, что ныне приводит к периодическим, порой массовым, столкновениям представителей азербайджанской и грузинских общин. Согласно переписи населения 2002 года в Квемо-Картли насчитывалось 497 530 человек. Из них: 45,1 % — азербайджанцы, 44,7 % — грузины, 6,4 % — армяне, 1,5 % — греки, 1,3 % — русские. Общее число азербайджанцев в Грузии составляет 284 761 человек (2002 г.). Этническая активность (преимущественно протестная) азербайджанцев в Грузии находит широкий патриотический отклик в Азербайджане.

## Граница Грузии с Арменией
Грузия с Арменией имеет общую государственную границу общей протяжённостью 224 км (по данным Грузии) или 196 км (по данным Армении). 110 км общей границы уже согласованы, а остальные участки остаются спорными.
В 1995 году была сформирована межправительственная комиссия по делимитации и демаркации армяно-грузинской границы. Спорным участком являются территории на участке села Бавра Ширакской области Армении, близ армяно-грузинской границы в районе Самцхе-Джавахети. Несмотря на регулярные встречи грузинской и армянской сторон, сблизить позиции сторон пока не удается.

### Проблема приграничного региона Грузии с преимущественно армянским населением
Согласно переписи 2002 года, в Самцхе-Джавахети проживало 207 598 человек, из них 54,6 % — армяне, 43,4 % — грузины. Представители других этнических групп составляли менее 2 % населения региона. Общее число армян в Грузии составляет 248 929 человек (2002 г.). До 2000 г. в регионе было слабое распространение грузинского языка. Правительство Саакашвили приняло меры по изменению демографического баланса в регионе. В частности, в этот регион были переселены тысячи грузинских студентов. Программа переселения грузин в Самцхе-Джавахети продолжилась и после ухода Саакашвили. Грузинское правительство в Самцхе-Джавахети строит дома, в которые заселяются беженцы из Абхазии и Южной Осетии.
14 августа 2014 года в Ахалкалаки начато строительство центра начальной военной подготовки. Предусматривается строительство штаба, столовой и казарм, спортивного комплекса, общежития для сержантов и офицеров, детского сада и других сооружений. Армянское общественное мнение расценивает это мероприятие, как реализацию идеи грузинских властей по «профилактике армянского сепаратизма».

## Граница Грузии с Россией
Грузия с Российской Федерацией имеет общую сухопутную государственную границу общей протяжённостью в 897,9 км (с учётом участков границы с Абхазией и Южной Осетией) или 365 км (без учёта участков границы с Абхазией и Южной Осетией), участок морской границы протяженностью 22,4 километра.
Встречи комиссий по демаркации и делимитации границы между РФ и Грузией были прерваны после войны в Грузии в 2008 году.

## Граница Грузии с Абхазией[24]
Граница Грузии с частично признанной Республикой Абхазия считается по законам Грузии внутренней административной границей между регионами Автономная Республика Абхазия и Самегрело и Земо-Сванети, в связи с чем никаких переговоров по демаркации и делимитации границы между ними никогда не проводилось. Независимо от статуса самой границы, и власти Грузии, и власти Абхазии в общем и целом не имеют претензий по её прохождению по линии бывшей административной границы Абхазской АССР, не считая отдельных заявлений политиков, не выражающих официальную точку зрения своих государств.

## Граница Грузии с Южной Осетией[25]
Граница Грузии с частично признанной Республикой Южная Осетия по законам Грузии не существует в связи с её непризнанием и отсутствием административно-территориальной единицы в границах бывшей Юго-Осетинской автономной области ГССР по административному делению Грузии, в связи с чем никаких переговоров по демаркации и делимитации границы между ними никогда не проводилось.

## Граница Грузии с Турцией
Грузия с Турцией имеет общую сухопутную государственную границу протяжённостью в 275 км, из них 22,4 км — морской участок границы. Граница Грузии с Турцией до 26 апреля 2016 года совпадала с линией прохождения советско-турецкой границы на данном участке. В турецком обществе существуют мнения, что турецко-грузинский участок границы имеет «очень много спорных участков» и существуют планы некоего реванша по отношению к территории Аджарии. Согласно статье 6 Карсского договора Турция имеет полное право «вернуть Батуми и его область», то есть Аджарию в случае неких нарушений данного договора. На картах в турецких учебниках истории для 11-х классов территория Аджарии показана, как «оккупированная историческая область Батуми». Часть общественности Аджарии выражает опасение усилением «турецкой экспансии». Жители некоторых приграничных сёл Аджарии обвиняют турецкую сторону в ежедневных нарушениях грузинской границы.

26 апреля 2016 года турецкой и грузинской сторонами был подписан протокол по передаче Турции 15 акров грузинской территории. Граница между Грузией и Турции на данном участке, ранее проходившая по руслу реки, была перемещена в глубь территории Грузии примерно на 90 метров.